# Nils Andersson (futbolista)
Nils Adolf Andersson (Gotemburgo, 10 de marzo de 1887 – Los Ángeles, 15 de agosto de 1947) fue un futbolista sueco que jugó como defensor. Compitió en el torneo masculino de los Juegos Olímpicos de Verano de 1908.